# Classificação Internacional de Cefaleias
A Classificação Internacional de Cefaleias (CIC) é uma classificação médica hierárquica e detalhada de todas as perturbações relacionadas com cefaleias e publicada pela International Headache Society. É considerada pela Organização Mundial de Saúde a classificação oficial de cefaleias, tendo em 1992 sido incorporada na 10º versão da Classificação Internacional de Doenças (CID-10). Cada classe de cefaleias contém critérios de diagnóstico específicos, com quantidades e não termos vagos como "vários" ou "geralmente", e que são baseados em investigação clínica e observação em laboratório. A CIC foi publicada pela primeira vez em 1988 (versão atualmente denominada (ICHD-1). A segunda versão (ICHD-2) foi publicada em 2004. A versão atual (ICHD-3) foi publicada em 2018.

## Hierarquia

### Cefaleias primárias

#### ICHD 1, ICD10 G43: Enxaqueca
1.1 Enxaqueca sem aura
1.2 Enxaqueca com aura (inclui enxaqueca retiniana)
1.3 Enxaqueca crónica
1.4 Complicações da enxaqueca
1.5 Enxaqueca provável
1.6 Síndromes episódicas que podem estar associadas a enxaqueca

#### ICHD 2, ICD10 G44.2: Cefaleia tipo tensão (CTT)
2.1 Cefaleia tipo tensão episódica pouco frequente
2.2 Cefaleia tipo tensão episódica frequente
2.3 Cefaleia tipo tensão crónica
2.4 Cefaleia tipo tensão provável

#### ICHD 3, ICD10 G44.0: Cefaleias trigémino-autonómicas
3.1 Cefaleia em salvas
3.2 Hemicrânia paroxística
3.3 Cefaleia de curta duração unilateral neuralgiforme
3.4 Hemicrânia contínua
3.5 Cefaleia trigémino-autonómica provável

#### ICHD 4, ICD10 G44.80: Outras cefaleias primárias
4.1 Cefaleia primária da tosse
4.2 Cefaleia primária do exercício
4.3 Cefaleia primária associada à atividade sexual
4.4 Cefaleia explosiva primária
4.5 Cefaleia por estímulos frios
4.6 Cefaleia por compressão externa
4.7 Cefaleia primária em guinada
4.8 Cefaleia numular
4.9 Cefaleia hípnica
4.10 Cefaleia diária persistente desde o início

### Cefaleias secundárias

#### ICHD 5, ICD10 G44.88: Cefaleia atribuída a lesão ou traumatismo crânio-encefálico e/ou cervical
5.1 Cefaleia aguda atribuída a lesão traumática crânio-encefálica
5.2 Cefaleia persistente atribuída a lesão traumática crânio-encefálica
5.3 Cefaleia aguda atribuída a lesão em contragolpe (whiplash)
5.4 Cefaleia persistente atribuída a lesão em contragolpe
5.5 Cefaleia aguda atribuída a craniotomia
5.6 Cefaleia persistente atribuída a craniotomia

#### ICHD 6, ICD10 G44.81: Cefaleia atribuída a perturbação vascular craniana ou cervical
6.1 Cefaleia atribuída a acidente vascular cerebral isquémico ou a acidente isquémico transitório
6.2 Cefaleia atribuída a hemorragia intracraniana não traumática
6.3 Cefaleia atribuída a malformação vascular não rota
6.4 Cefaleia atribuída a arterite
6.5 Cefaleia atribuída a patologia da artéria carótida cervical ou da artéria vertebral
6.6 Cefaleia atribuída a trombose venosa cerebral
6.7 Cefaleia atribuída a outra patologia arterial intracraniana aguda
6.8 Cefaleia atribuída a doença vascular genética
6.9 Cefaleia atribuída a apoplexia pituitária

#### ICHD 7, ICD10 G44.82: Cefaleia atribuída a perturbação intracraniana não vascular
7.1 Cefaleia atribuída a hipertensão do líquido cefalorraquidiano
7.2 Cefaleia atribuída a hipotensão do líquido cefalorraquidiano
7.3 Cefaleia atribuída a doença intracraniana inflamatória não infeciosa
7.4 Cefaleia atribuída a neoplasia intracraniana
7.5 Cefaleia por injeção intratecal
7.6 Cefaleia por crise epilética
7.7 Cefaleia atribuída a malformação de Chiari tipo I
7.8 Cefaleia atribuída a outra perturbação intracraniana não vascular

#### ICHD 8, ICD10 G44.4 or G44.83: Cefaleia atribuída a uma substância ou sua privação
8.1 Cefaleia atribuída ao uso ou exposição a uma substância
8.2 Cefaleia por uso excessivo de medicamentos
8.3 Cefaleia atribuída a privação de substância

#### ICHD 9, ICD10 G44.821 or G44.881: Cefaleia atribuída a infeção
9.1 Cefaleia atribuída a infeção intracraniana
9.2 Cefaleia atribuída a infeção sistémica

#### ICHD 10, ICD10 G44.882: Cefaleia atribuída a uma perturbação da homeostasia
10.1 Cefaleia atribuída a hipóxia e/ou hipercapnia
10.2 Cefaleia da diálise
10.3 Cefaleia atribuída a hipertensão arterial
10.4 Cefaleia atribuída a hipotiroidismo
10.5 Cefaleia atribuída ao jejum
10.6 Cefaleia cardíaca
10.7 Cefaleia atribuída a outra perturbação da homeostasia

#### ICHD 11, ICD10 G44.84: Cefaleia ou dor facial atribuída a uma perturbação do crânio, pescoço, olhos, ouvido, nariz, seios perinasais, dentes, boca ou outra estrutura do crânio ou da face
11.1 Cefaleia atribuída a perturbação de osso craniano
11.2 Cefaleia atribuída a perturbação do pescoço
11.3 Cefaleia atribuída a perturbação dos olhos
11.4 Cefaleia atribuída a perturbação dos ouvidos
11.5 Cefaleia atribuída a perturbação do nariz ou seios perinasais
11.6 Cefaleia atribuída a perturbação dos dentes ou mandíbula
11.7 Cefaleia ou dor facial atribuída a perturbação da articulação temporomandibular
11.8 Cefaleia ou dor facial atribuída a inflamação do ligamento estilo-hioideu
11.9 Cefaleia ou dor facial atribuída a outra perturbação do crânio, pescoço, olhos, ouvidos, nariz, seios perinasais, dentes, boca ou outras estruturas

#### ICHD 12, ICD10 R51: Cefaleia atribuída a uma perturbação psiquiátrica
12.1 Cefaleia atribuída a perturbação de somatização
12.2 Cefaleia atribuída a perturbação psicótica

### Neuropatia cranianas dolorosas, outras dores faciais e outras cefaleias

#### ICHD 13, ICD10 G44.847, G44.848, or G44.85: Neuropatias cranianas dolorosas e outras dores faciais
13.1 Nevralgia do trigémio
13.2 Nevralgia do glossofaríngeo
13.3 Nevralgia do nervo intermediário
13.4 Nevralgia do occipital
13.5 Nevrite óptica
13.6 Cefaleia atribuída a isquémia do nervo motor ocular
13.7 Síndrome de Tolosa-Hunt
13.8 Síndrome oculo-simpático paratrigeminal (Reader's)
13.9 Neuropatia oftalmoplégica dolorosa recorrente
13.10 Síndrome do ardor bucal
13.11 Dor facial persistente idiopática
13.12 Dor neuropática centrak

#### ICHD 14, ICD10 R51: Outras cefaleias
14.1 Cefaleia não classificada noutro local
14.2 Cefaleia não especificada